# Feria Internacional del Libro de Trujillo
Feria Internacional del Libro de Trujillo es una feria literaria que se lleva a cabo en la ciudad peruana de Trujillo. Se lleva a cabo desde el año 2012 en la Plazuela El Recreo o en la Plaza de Armas de Trujillo; unos lugares históricos y tradicionales de la ciudad; en la cual hay participaciones de escritores, pensadores, etc. Este festival anteriormente fue realizado en versión nacional.

## Historia
La Feria Internacional del Libro de Trujillo tiene como precursor a la Feria del Libro de Trujillo cuya última edición se realizó el año 2009 en el Complejo Mansiche que contó con la asistencia de escritores como Laura Restrepo, Gonzalo Rojas y Alfredo Bryce Echenique, cuya organización estaba a cargo de la Asociación Trujillo Arte y Literatura.

## Ediciones

### I Edición

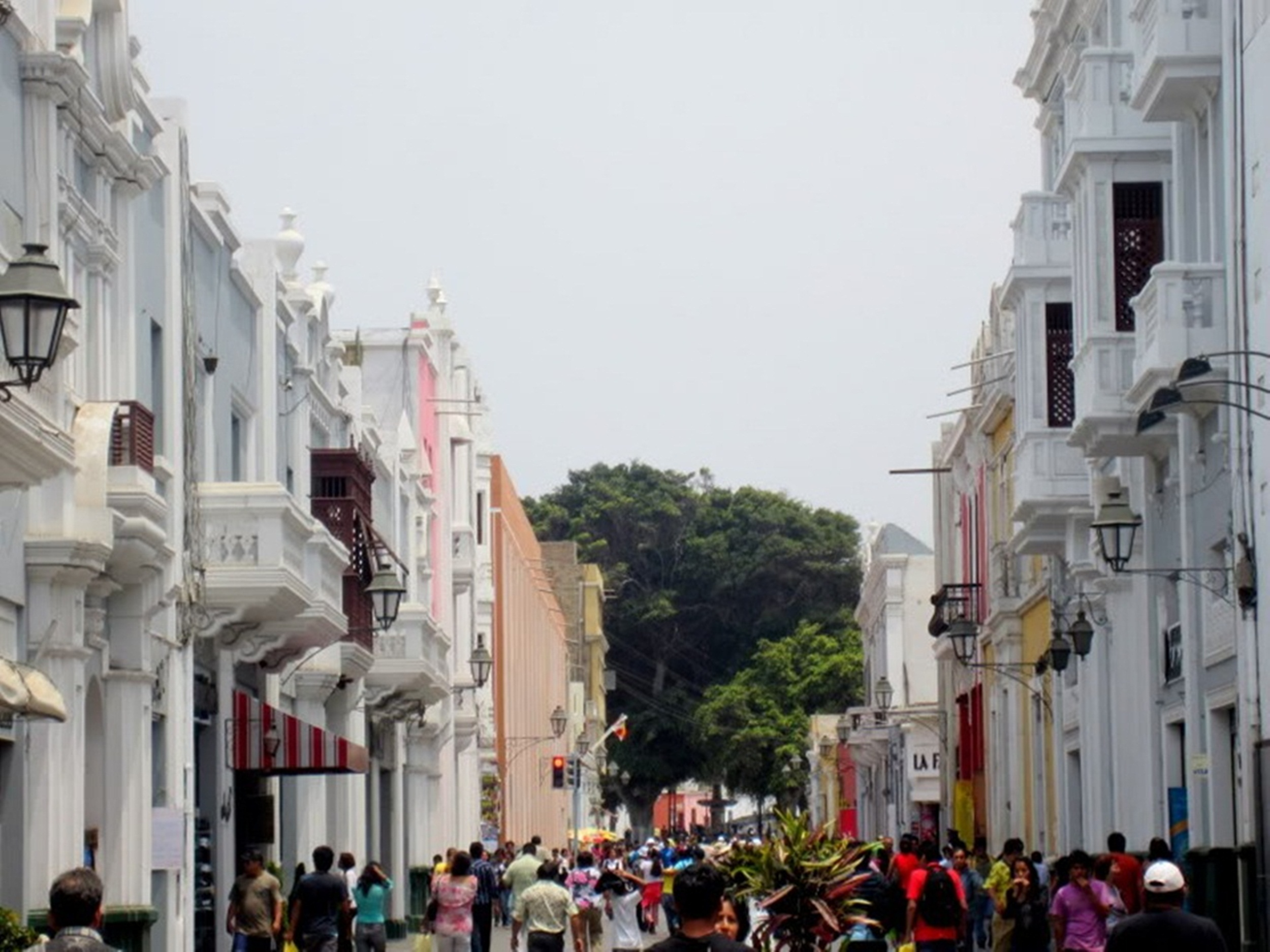
Hacia el fondo se observa la tradicional plazuela El Recreo, en el Centro Histórico de Trujillo; en marzo del año 2012 fue el escenario del Festival Internacional del Libro de Trujillo.

La I edición de FIL Trujillo tuvo la participación de la Cámara Peruana del Libro en convenio con la Municipalidad de la ciudad en el marco de celebración del 477 aniversario de fundación española de Trujillo. Fue inaugurada en el Auditorio José Watanabe Varas con la presencia de César Acuña Peralta, alcalde de Trujillo, y Jaime Carbajal, presidente de la Cámara Peruana del Libro. Esta edición de la feria se estima que contó con más de 100 000 visitantes que asistieron a la plazuela El Recreo a las actividades culturales y artísticas tales como presentaciones de libros, recitales de poesía, conferencias, actividades y espectáculos para niños, etc.

### II Edición
Se realizó en la Plaza de Armas, durante el mes de marzo.

### IV Edición
Se realizó en la Plazuela El Recreo en el Centro Histórico de Trujillo, desde su apertura el 11 de diciembre hasta el día 20 de diciembre.

### V Edición
La FILT se realizó en la Plaza de Armas de Trujillo del 25 de noviembre al 4 de diciembre. Se homenajeó al Grupo Norte, que fue un grupo intelectual que cohesionó a una buena parte de literatos, artistas, filósofos, políticos e intelectuales de diversa índole del norte del Perú.
| Feria Internacional del Libro de trujillo | Feria Internacional del Libro de trujillo | Feria Internacional del Libro de trujillo | Feria Internacional del Libro de trujillo      | Feria Internacional del Libro de trujillo |
| Edición                                   | Año                                       | Fecha                                     | Lema                                           | Invitado de honor                         |
| ----------------------------------------- | ----------------------------------------- | ----------------------------------------- | ---------------------------------------------- | ----------------------------------------- |
| I                                         | 2012                                      | 1 de marzo-12 de marzo                    | ¡Leer es una aventura!                         |                                           |
| II                                        | 2013                                      | 1 de marzo-10 de marzo                    |                                                |                                           |
| III                                       | 2014                                      |                                           |                                                |                                           |
| IV                                        | 2015                                      | 11 de diciembre-20 de diciembre           | Volvamos al recreo                             |                                           |
| V                                         | 2016                                      |                                           |                                                |                                           |
| VI                                        | 2017                                      | 12 de noviembre-22 de noviembre           | 125 años de Cesar Vallejo                      |                                           |
| VII                                       | 2018                                      | 10 de agosto-19 de agosto                 | Manuel González Prada100 años de lucha         |                                           |
| VIII                                      | 2019                                      | 4 de octubre-13 de octubre                | Ricardo Palma 100 años de tradiciones peruanas |                                           |
| IX                                        | 2020                                      |                                           |                                                |                                           |
| X                                         | 2021                                      |                                           |                                                |                                           |
| XI                                        | 2022                                      |                                           |                                                |                                           |